# Schadenfreiheitsrabatt
Der Schadenfreiheitsrabatt (abgekürzt SFR) ist ursprünglich ein Begriff aus der Kfz-Versicherung. Je länger ein Versicherungsnehmer schadenfrei fährt, desto höher wird sein Schadenfreiheitsrabatt, ausgedrückt durch die SF-Klasse. In ähnlicher Form findet das System mittlerweile auch in anderen Versicherungssparten Anwendung, z. B. Kranken-Voll- und Zusatzversicherungen, Hausratversicherung, private Haftpflichtversicherung (PHV), Wohngebäudeversicherung, Glasbruchversicherung sowie der Rechtsschutzversicherung.
Dieser Begriff und die Regelungen gelten nur für Deutschland, in Österreich gelten andere Regeln unter dem Begriff Bonus-Malus-Regelung.

## SFR in der Kfz-Versicherung
In der Kfz-Versicherung findet in den Versicherungssparten Kfz-Haftpflichtversicherung und in der Vollkaskoversicherung (siehe Kaskoversicherung) ein Schadenfreiheitsrabattsystem Anwendung. Die jeweiligen Schadenfreiheitsklassen sind mit Beitragssätzen hinterlegt, die sich seit der Deregulierung im Jahre 1994 bei den Kfz-Versicherern unterschiedlich entwickelt haben. Die Beitragssätze zu den Schadenfreiheitsklassen müssen somit den Versicherungsbedingungen der einzelnen Versicherer entnommen werden.
Noch in den 70er Jahren galt für PKW die höchste SF-Stufe 10. Aufgrund der inzwischen vorhandenen langjährigen Statistik der Schadendaten, erstellt durch den Gesamtverband der Deutschen Versicherungswirtschaft (GDV), werden Schadenfreiheitsklassen mittlerweile bis zur SF-Klasse 35, vereinzelt auch darüber hinaus, geführt.
Unter anderem wirken neben der Regionalklasse und Typklasse diverse weitere Merkmale, wie z. B. das Alter des Fahrers, das Fahrzeugalter, die jährliche Kilometerleistung usw. auf den Versicherungsbeitrag. Weitere Merkmale siehe: Beitragsgestaltung PKW.

## Schadenfreiheitsklassen und die Schadenklasse
Der Aufbau der Schadenfreiheitsklassen (PKW) („Bemerkungen“ ohne Berücksichtigung von Sondereinstufungen):
| Klasse | Bemerkung |
| ------ | --- |
| M      | Schadenklasse (nur erreichbar durch einen oder mehrere rückstufungswirksame Schäden)                                             |
| S      | Schadenklasse (nur erreichbar durch einen oder mehrere rückstufungswirksame Schäden; wird nicht von allen Versicherern verwandt) |
| KL 0   | Fahrerlaubnis < 3 Jahre |
| SF ½   | Fahrerlaubnis ab 3 Jahren |
| SF 1   | 1 schadenfreies Jahr |
| SF 2   | 2 schadenfreie Jahre |
| usw.   | usw. |

Bei schadenfreiem Verlauf in der Klasse M erreicht man direkt die Schadenfreiheitsklasse 1. Um aus der Klasse 0 direkt in die Klasse SF 1 zu kommen, muss der Vertrag bereits am 1.1. des Jahres bestanden haben. Um aus der Klasse SF ½ direkt in die Klasse SF 1 zu kommen, muss der Vertrag mindestens ein halbes Jahr unfallfrei bestanden haben. Um eine vorzeitige Weiterstufung aus den Klassen 0 und SF ½ zu erreichen, erlauben die Versicherer eine sogenannte technische Rückdatierung des Versicherungsbeginns, z. B. Versicherungsbeginn effektiv am 1.2. in der Klasse 0, Rückdatierung auf den 1.1. Wie weit sich eine Rückdatierung lohnt, muss jeweils errechnet werden. Eine Rückdatierung ist dann vergebens gewesen, wenn ein rückstufungswirksamer Schaden verursacht wird. Eine spätere Korrektur ist nicht möglich.

## Beitragssätze
Bis zur Deregulierung 1994 verwandten die Versicherer gleiche Beitragssätze in den jeweiligen SF-Klassen, danach entwickelten sich diese unterschiedlich. War der Beitragssatz in der Klasse SF 1 standardmäßig 100 %, was gleichzeitig auch die Kalkulationsgrundlage war, ordnen inzwischen fast alle Versicherer der Klasse SF 1 einen Beitragssatz von 60 %, vereinzelt auch 50 %, zu. Durch dieses Verfahren wird erreicht, dass Wettbewerber, die höhere Beitragssätze zuordnen, optisch schlechter aussehen. Die Auswirkungen gehen bis in die höchste SF-Klasse, so beträgt beispielsweise der Beitragssatz eines Versicherers 20 % in der Klasse SF 35, bei einem Mitbewerber 16 %. Prozentual auf den Beitrag entspricht dieser Abstand in etwa dem zwischen 60 % und 50 %.
Hintergrund dieser Marktentwicklung ist, dass Kunden häufiger auf den Beitragssatz Wert legen, als auf die SF-Klasse und einen Versichererwechsel vermeiden, sofern sich der Beitragssatz verschlechtert.

## Rückstufung im Schadenfall
Bei einem den Schadenfreiheitsrabatt belastenden Schaden wird die Rückstufung zur ersten Fälligkeit des darauffolgenden Jahres wirksam. Das geschieht getrennt nach Kfz-Haftpflicht- und Fahrzeugvollversicherung (Vollkasko). Die Rückstufung umfasst in der Regel nicht nur eine Stufe, sondern umso mehr Stufen, je höher die erreichte SF-Klasse ist. Jeder Versicherer legt seine eigenen Rückstufungstabellen fest, greift jedoch auf die durch den GDV zur Verfügung gestellten Daten zurück. Trotzdem kommt es zu Unterschieden, insbesondere bei unterschiedlichen Längen der jeweiligen SF-Staffeln. Deswegen sollten bei einem belastenden Schaden im laufenden Kalenderjahr und einem geplanten Versichererwechsel die Rückstufungstabellen des Vor- und des (geplanten) Nachversicherers verglichen werden.
Um eine Rückstufung zu vermeiden, kann es günstiger sein, einen Schaden selbst zu zahlen. Eine pauschale Aussage, ab wann sich ein Rückkauf lohnt, kann jedoch nicht abgegeben werden, da die zukünftige Entwicklung eines Kfz-Versicherungsvertrages, z. B. aufgrund Fahrzeugwechsels mit Vollkaskoeinschluss, nicht feststeht.

## Versichererwechsel
Bei einem Wechsel des Versicherungsunternehmens wird der bisher erfahrene Schadenfreiheitsrabatt per Datenaustausch an den neuen Versicherer übertragen. Der Nachversicherer bekommt vom Vorversicherer die Anzahl der schadenfreien Jahre, die Anzahl der Schäden des Vorjahres und des laufenden Jahres mitgeteilt. Sind keine Schäden im laufenden Kalenderjahr angefallen, übernimmt er die SF-Klasse des Vorversicherers, bei Versicherungsbeginn 1.1. die nächsthöhere SF-Klasse, da der Vorversicherer immer die Daten per Stand 31.12. übermittelt. Findet der Versichererwechsel im laufenden Jahr statt und sind rückstufungswirksame Schäden im laufenden Kalenderjahr angefallen, übernimmt der Nachversicherer die angegebene SF-Klasse, stuft jedoch zur ersten Fälligkeit im neuen Jahr gemäß der Rückstufungstabelle zurück, die den dem Vertrag  bei Abschluss gültigen Versicherungsbedingungen zugeordnet ist.

## Rabattschutz
Fast alle Versicherer bieten inzwischen einen sogenannten Rabattschutz an. Der Rabattschutz ist kostenpflichtig. Der Zusatzbeitrag wird über einen Zuschlag auf den Grundbeitrag ermittelt. Bei einem belastenden Schaden verbleibt der Vertrag entweder in derselben SF-Klasse oder wird sogar weitergestuft. Das behandeln die Versicherer unterschiedlich. Bei vielen Versicherern wird der Rabattschutz erst ab der SF-Klasse 4 angeboten. Bei jungen Fahrern (bis zu 25 Jahren) wird entweder der Rabattschutz nicht angeboten oder nur mit einem erheblich höheren Zuschlag. Wechselt man das Versicherungsunternehmen, wird allerdings der „gerettete SFR“ nicht an den Versicherer bestätigt. Es wird die SF-Klasse bestätigt, die gemäß der dem Vertrag zugrundeliegenden Rückstufungstabelle, ohne den Rabattschutz, vorhanden wäre.
Ein von dem Versicherungsnehmer im Schadensfall begehrtes Regulierungsverbot führt nur dann nicht zu einer Entlastung der Rückstufung im Schadenfall, wenn der Versicherungsnehmer nachweisen könnte (Klageweg), dass die Regulierung in voller Höhe fehlerhaft erfolgte.
Der Versicherer kann sich durch Kündigung im Schadenfall oder zum Ablauf der „SFR-Rettung“ entziehen. Da dem Nachversicherer nur die rückgestufte SF-Klasse bestätigt wird, kann der Versicherungsnehmer trotz Mehrbeitrag für den Rabattschutz diesen nicht nutzen. In einem solchen Fall besteht die Möglichkeit der Überprüfung des Vorganges durch den Ombudsmann.

## Rabattretter
Altverträge beinhalten häufig noch einen Rabattretter. Die Versicherer, die einen Rabattschutz eingeführt oder die SF-Klassen über die Klasse SF 25 mit dann weiter reduzierten Beitragssätzen führen, bieten keinen Rabattretter mehr an. Der Rabattretter, sofern noch vorhanden, gilt nur bei den Verträgen, die bereits die SF-Klasse 25 oder höher (gleicher Beitragssatz) erreicht haben. Im Schadensfall erfolgt dann eine Rückstufung in eine SF-Klasse, bei der sich zwar diese ändert, jedoch nicht der Beitragssatz.

## Rückkauf
Die Rückstufung kann, je nach Versicherungsbedingungen, innerhalb von sechs oder zwölf Monaten gegen Zahlung der Schadenersatzleistung (ohne externe Schadenregulierungskosten) vermieden werden, selbst wenn der Versicherer den Schaden bereits reguliert hat. Das ist Standard in der Kfz-Haftpflichtversicherung; inzwischen bieten viele Versicherer diese Möglichkeit auch in der Vollkaskoversicherung an.
- Bei Schäden bis 500 € ist der Versicherer in der Kfz-Haftpflichtversicherung verpflichtet, den Versicherungsnehmer auf die Möglichkeit des Rückkaufs aufmerksam zu machen.

## Übernahme aus Verträgen Dritter
Die Übernahme eines Schadenfreiheitsrabattes von einer anderen Person (früher TB 28) ist marktweit an bestimmte, aber auch unterschiedliche Kriterien gebunden. Bei den meisten Versicherungsgesellschaften ist die Rabattübertragung von einem Dritten (Abgebender) auf eine andere Person (Übernehmender) nur dann möglich, wenn unter anderem folgende Voraussetzungen vorliegen:
- Der Übernehmende muss glaubhaft machen, dass er das Fahrzeug des Abgebenden nicht nur gelegentlich gefahren hat.
- Der Abgebende muss dieser Übertragung zustimmen. Jedoch ist auch eine Übertragung nach dem Tod des Abgebenden, durch Vorlage einer Sterbeurkunde, möglich.

Weitere Voraussetzungen werden von den Versicherern unterschiedlich gehandhabt und sind deswegen den Versicherungsbedingungen zu entnehmen.
Die Höhe des übernehmbaren Rabattes richtet sich nach dem Vertrags- und Schadenverlauf des Dritten. So kann der Übernehmende nur so viele schadenfreie Jahre übernehmen, wie er auch tatsächlich hätte erreicht haben können. Maßgeblich ist das Datum der Erteilung der Fahrerlaubnis. Beispiel:
Vertrag des Dritten (Stand 7.2013): SF 10 bei schadenfreiem Verlauf seit 2007
Der Übernehmende hat seine Fahrerlaubnis am 15. April 2007 erworben.
Berechnung:
Der Übernehmende hätte am 15. April 2007 in der SF-Klasse 0 begonnen
- 1. Januar 2008 = SF ½
- 1. Januar 2009 = SF 1
- 1. Januar 2010 = SF 2
- 1. Januar 2011 = SF 3
- 1. Januar 2012 = SF 4
- 1. Januar 2013 = SF 5

Somit würden in diesem Fall 5 schadenfreie Jahre übertragen. Die Differenz zu SF 10 des Abgebenden verfällt ersatzlos.
Ist im Berechnungszeitraum ein SFR-belastender Schaden eingetreten, wird dieser bei der Berechnung so berücksichtigt, als wenn er vom Übernehmenden verursacht worden wäre. Maßgeblich ist dabei die aktuelle Rückstufungstabelle des Versicherers, nicht die zum Zeitpunkt des Schadeneintritts gültige.
Eine Rückübertragung auf den Abgebenden ist nur unter Eheleuten möglich. Bei anderen Verhältnissen nicht, da ja bei der Übertragung glaubhaft gemacht wurde, dass der Übernehmende das Fahrzeug nicht nur gelegentlich gefahren hat. Soll später einmal dieser SFR an eine andere Person übertragen werden, kann nur der Anteil übertragen werden, der seit der letzten Übertragung erworben wurde.
Stellt man seinen SFR z. B. bei Erhalt eines Firmenfahrzeuges dem Arbeitgeber zur Verfügung, sollte man im Vorwege mit dem AG und dem Versicherer klären, dass man als SFR-Berechtigter gilt. Somit kann man bei Rückgabe des Firmenwagens auf seinen dann vorhandenen SFR zurückgreifen.

## Auswirkungen von Unterbrechungen auf die SFR-Entwicklung
- Bei einer Unterbrechung von bis zu sechs Monaten wird der SFR so behandelt, als wenn keine Unterbrechung stattgefunden hätte.
- Bei mehr als sechs Monaten bis zu sieben Jahren bleibt der Vertrag in der SF-Klasse, in der er sich bei Vertragsbeendigung befunden hat.
- Nach sieben Jahren gilt der SFR als verfallen. (Inzwischen auch erst nach 10 Jahren, oder er verfällt bei manchen Versicherungen sogar gar nicht.)

Aufgrund der Aufbewahrungsfristen können Versicherer 7 Jahre nach Beendigung des Vertrages die vorhandenen Daten löschen. In solchen Fällen ist der SFR unwiderruflich verloren. Werden die Daten nicht gelöscht, kann der Versicherer die Anerkennung oder die Abgabe eines SFR verweigern, sofern er die 7-Jahresfrist in seinen Versicherungsbedingung als Verfallsdatum festgelegt hat.

## Zweitwagenversicherung
Wird ein weiteres Fahrzeug auf denselben Versicherungsnehmer oder (Ehe-)Lebenspartner versichert, bieten fast alle Versicherer einen besseren Einstieg als die SF-Klasse ½ an. Einige Versicherer bieten sogar an, sofern das Fahrzeug grundsätzlich nur von einer Person gefahren wird, das Zweitfahrzeug in der SF-Klasse zu führen, in der sich auch das Erstfahrzeug befindet. Allerdings erfolgt hier im Schadenfall, unabhängig mit welchem Fahrzeug der Schaden verursacht wurde, meist eine Rückstufung in beiden Verträgen.

## Rechtsschutzversicherung
Inzwischen gibt es auch Rechtsschutzversicherer, die bei schadenfreiem Verlauf einen Schadenfreiheitsrabatt gewähren.
Es werden zwei Arten von Schadenfreiheitsrabatten unterschieden: Entweder der Rabatt wirkt sich auf die Prämie aus oder auf einen vereinbarten Selbstbehalt. In beiden Fällen wirkt sich eine steigende Schadenfreiheit senkend auf Prämie oder Selbstbeteiligung aus.

## Private Krankenversicherung

### Allgemein
Leistungsfreiheitsrabatte werden von vereinzelten Versicherern nun auch in der privaten Krankenvollversicherung angeboten. Sofern keine Leistungen vom Versicherer in Anspruch genommen werden, also keine Rechnungen eingereicht werden, erhält der Versicherungsnehmer einen jährlich steigenden Rabatt (jährlich fünf Prozentpunkte), der bis zur Ermäßigung von bis zu 50 % des regulären Beitrages führen kann.
Anzumerken ist dabei, dass dieser Rabatt ähnlich wie in der Kfz-Versicherung, auch nur langsam (z. B. jeweils zehn Prozentpunkte pro Jahr des Leistungsbezuges) reduziert wird.
Das und der Umstand, dass es sich beim Leistungsfreiheitsrabatt um eine vertraglich garantierte Beitragsermäßigung handelt, hat große Vorteile gegenüber der bislang üblichen und bekannten Beitragsrückerstattung.
Eine weitere innovative Form der Beitragsermäßigung, bei Leistungsfreiheit des Versicherungsnehmers, ist die Pauschalleistung.

### Besonderheiten
- Bei Versicherungsnehmern, die einen Arbeitgeberzuschuss zur privaten Krankenversicherung erhalten, ist zu beachten, dass sich der Zuschuss unter Umständen durch einen Leistungsfreiheitsrabatt ebenfalls reduzieren kann, da sich ja der Gesamtbeitrag reduziert. Für diese Personengruppe ist dann die Pauschalleistung umso interessanter.
- Der Leistungsfreiheitsrabatt kann derzeit nicht auf einen anderen Versicherer übertragen werden.